# Северные осетины
Северные осетины — условное обозначение осетин, проживающих в северной части Осетии (Северная Осетия).
Вплоть до смерти Сталина в паспортах и других документах осетин в графу «национальность» вносилась запись: «южный осетин», «северный осетин». 
Некоторые осетинские ученые[какие?] высказывают осторожную мысль о том, что северные осетины и южные осетины в настоящее время превратились в два родственных, но разных народа, подобно трем адыгским народам: адыгейцам, черкесам и кабардинцам.